# Барон Фаня Онисимівна
Ба́рон, Фа́ня (Фанні) Они́симівна (Авруцька Фаня Аароновна, 1887, Вільно — 29 вересня 1921, Москва) — російська анархістка та феміністка, учасниця анархо-синдикалистського руху з 1912 року.

## Життєпис
Народилася у 1887 р. у Вільно в єврейській родині. Після закінчення навчання працювала конторницею. Приєдналася до анархістів.
Учасниця анархо-синдикалістського руху з 1912 р.
У 1913 р. виїхала до Франції через загрозу арешту за революційну діяльність.
Оселилася в Парижі, де брала активну участь в анархістському русі, потім поїхала до США, куди із сибірського заслання втік її чоловік Арон Барон. У Чикаго Фаня разом з чоловіком працювала в анархічній газеті «Alarm» разом з Люсі Парсонс. Була активісткою американської організації "Індустріальні робітники світу" (1912—1917). У 1915 р. брала участь в протестах безробітних робітників, зокрема у сутичках з поліцією підчас акцій протесту. Подружжя Барон кілька разів піддавалися арештам.
Після Лютневої революції в червні 1917 р. Фаня вирушила до України, де працювала в анархістських групах. Наприкінці 1918 р. увійшла до Конфедерації Анархістів України «Набат». Була делегаткою усіх легальних і підпільних з'їздів і конференцій КАУ. Працювала в Києві, Харкові та інших українських містах.
7 червня 1920 р. заарештована в Харкові в книжковому магазині «Вільне Братство», за підозрою в зв'язках з махновцями, 14 червня її звільнили. Другий раз Барон заарештували 25 листопада 1920 р. під час розгрому більшовиками Конфедерації Анархістів України в Харкові. У січні 1921 р. Її перевели до Бутирської в'язниці в Москві, в квітні перевели до Ярославської в'язниці, в січні перевели до Орловської в'язниці.
З весни 1921 р. Барон утримувалася в Рязанській в'язниці. Втекла з неї разом з групою в'язнів 10 липня 1921 р. Втеча був організована Московською групою анархістів підпілля, до якої Фаня Барон згодом приєдналася, а також рязанський анархіст-комуніст Олександр Миколайович Топілін (Томілін).
17 серпня 1921 року Барон була заарештована в Москві за звинуваченням у підробці грошей («Справа Льва Чорного і Фані Барон»). Розстріляна 27 вересня 1921 р. у внутрішній в'язниці ВЧК разом з Львом Чорним (псевдонім Павла Дмитровича Турчанінова, 1878—1921) та Тихоном Каширіним. Пізніше було доведено, що розстріляні анархісти не мали ніякого відношення до злочину, в якому їх звинуватили: звинувачення було сфабриковане агентами ЧК.